# Hassanpur
Hassanpur é uma cidade   no distrito de Faridabad, no estado indiano de Haryana.

## Demografia
Segundo o censo de 2001, Hassanpur tinha uma população de 9089 habitantes. Os indivíduos do sexo masculino constituem 54% da população e os do sexo feminino 46%. Hassanpur tem uma taxa de literacia de 52%, inferior à média nacional de 59,5%: a literacia no sexo masculino é de 62% e no sexo feminino é de 42%. Em Hassanpur, 18% da população está abaixo dos 6 anos de idade.